# Bezirksamt Blumberg
Das Bezirksamt Blumberg war eine von 1813 bis 1824 bestehende Verwaltungseinheit im Südosten des Großherzogtums Baden.

## Geschichte

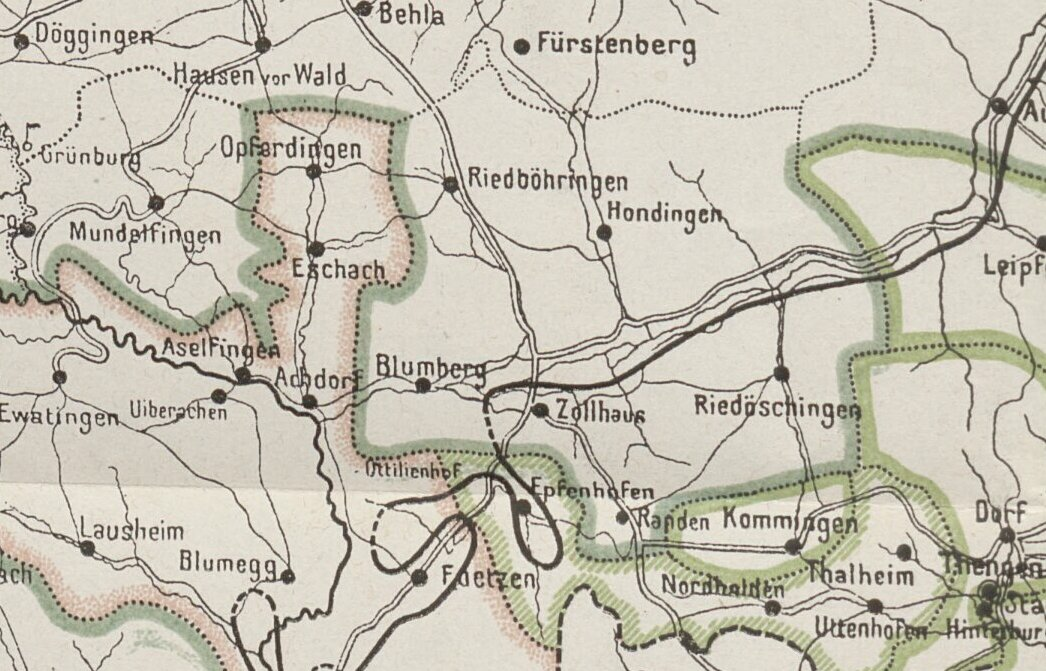
Orte des Bezirksamtes Blumberg

Im hohen Mittelalter hatte sich am südwestlichen Ende der Baaralb mit den Herren von Blumberg ein lokales Adelsgeschlecht etablieren können. Ihr gleichnamiges Herrschaftsgebiet wurde 1537 vom Haus Fürstenberg käuflich erworben. Als Teil des Fürstentums Fürstenberg bildete es das, unter der Leitung eines Obervogtes stehende, Obervogteiamt Blumberg. Mit der Rheinbundakte von 1806 wurde das Haus Fürstenberg mediatisiert, ihr Fürstentum zum größten Teil der badischen Landeshoheit unterstellt. Dessen Regierung errichtete daher im Sommer 1807 das standesherrliche Amt Blumberg, das sich, wie bereits zuvor, neben dem Hauptort Blumberg aus den Ortschaften Riedböhringen, Hondingen, Randen, Riedöschingen und Mundelfingen zusammensetzte. Die, im Rahmen der Verwaltungsgliederung des Landes, übergeordnete Behörde war seit Anfang 1810 der Seekreis.
Nachdem die Aufhebung der Patrimonialgerichtsbarkeit 1813 eine einheitliche Zuständigkeit der Ämter ermöglicht hatte, war vorgesehen, Blumberg dem Bezirksamt Hüfingen zuzuschlagen. Dies wurde aber nicht umgesetzt, stattdessen entstand aus dem fürstenbergischen Amt Blumberg das großherzogliche Bezirksamt Blumberg. 1824 wurde es dann doch aufgelöst und dem Bezirksamt Hüfingen eingegliedert. Der ehemalige Obervogt, Franz Aloys Würth, der das Bezirksamt geleitet hatte, wurde zum neu errichteten Bezirksamt Möhringen versetzt.

## Weitere Entwicklung
Das Bezirksamt Hüfingen ging 1849 im Bezirksamt Donaueschingen, das 1939 in den Landkreis Donaueschingen umgewandelt wurde, auf. Im Zuge der Kreisreform Anfang 1973 wurde er aufgeteilt, dabei kamen Blumberg und Umgebung zum Schwarzwald-Baar-Kreis.